# Quadrant de navigation
Le quadrant de navigation ou quadrant nautique est un ancien instrument de mesure angulaire employé dans la marine, à bord des navires, pour faire le point en mer.

## Histoire
Les plus anciennes sources documentaires sur ce type de quadrant datent du milieu du XVe siècle , ce qui en fait l'un des plus anciens instruments de navigation astronomique . À cette époque, les capitaines de navires n'étaient ni lettrés, ni mathématiciens, aussi ces quadrants n'étaient-ils pas gradués. On y trouvait plutôt le nom des villes ou des destinations les plus connues écrites sur l'instrument. Ce ne sera que plus tard que le limbe sera divisé pour relever directement les hauteurs d'astres.

## Fonction
Cet instrument permet de relever les hauteurs d'astres. Les références sont le Soleil ou l'étoile polaire.
À partir de ces relevés on calculait la latitude du lieu.
- référence Soleil : la hauteur méridienne hm (au point de culmination) permet de calculer la latitude φ du navire [N 1] ;
- référence étoile polaire : la hauteur du pôle permet d'avoir directement la latitude à condition d'effectuer une correction due au fait que la Polaire n'est pas exactement sur le pôle. Vers l'an 1500, elle en était éloignée de plus de 3°, soit plus de 6 fois le diamètre apparent de la lune ou du soleil[4]. Un autre instrument marinisé sera utilisé comme quadrant au XVe siècle : la Roue Pôle Homme.

Cet instrument présente divers inconvénients. Le soleil brûle les yeux et les mouvements des navires rendent les relevés très difficiles. Les quadrants se doivent d'être stables, donc lourds, mais aussi évidés pour éviter la prise au vent ; le fil à plomb, jamais en équilibre, ne peut guère être employé ; ce qui amène à un type de quadrant à alidade, avec comme référence angulaire le plan de l'horizon de la mer visé à travers un jeu de pinnules dédiées.

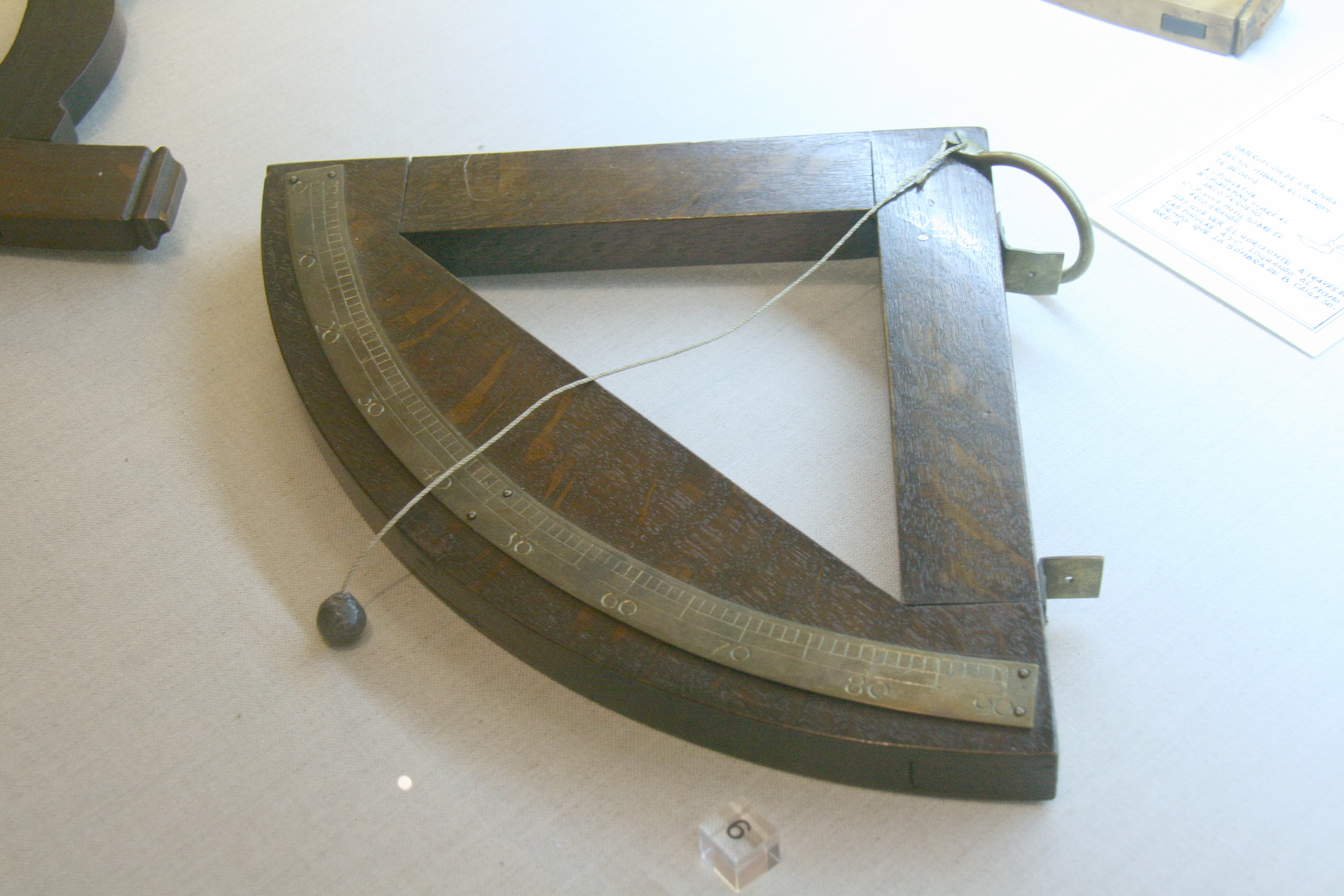
Un quadrant de navigation.
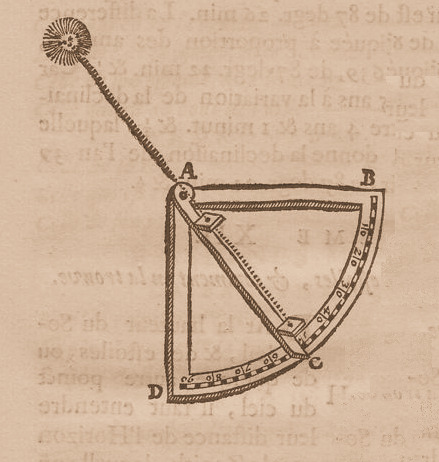
Quadrant sans plomb ; visée par rapport à l'horizon AB.
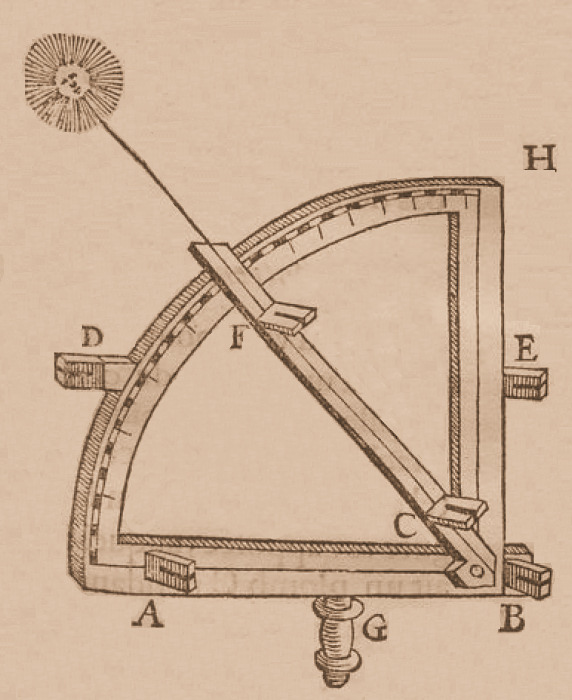
Quadrant à alidade et pinnules d'horizon.

Ce type d'instrument ne pouvait donner des mesures rigoureuses ; au mieux l'exactitude devait être de l'ordre de 2°. Le quadrant traditionnel sera progressivement abandonné pour disparaître avant la fin du XVIe siècle, concurrencé dès la fin du XVe siècle par l'astrolabe nautique, puis au XVIe siècle par le bâton de Jacob.
C'est finalement un nouveau type très différent de quadrant, le quartier de Davis, utilisé dos au soleil, qui va s'imposer au cours du XVIIe siècle, en compagnie d'un bâton de Jacob dont la précision est nettement améliorée (l'astrolabe est abandonné vers le milieu du XVIIe siècle).